# Томчикевич, Томаш
Томаш Казимеж Томчикевич (пол. Tomasz Kazimierz Tomczykiewicz; 2 марта 1961, Пщина — 28 ноября 2015, Катовице, Силезское воеводство, Польша) — польский муниципальный и государственный деятель, депутат Сейма Республики Польша нескольких созывов, вице-председатель партии «Гражданская платформа» и лидер её парламентской фракции (2010—2011), зам. министра экономики Польши (2011-2015).

## Биография и политическая карьера
Получил высшее образование на факультете инженерии водопользования и санитарии Краковском политехническом университете им. Тадеуша Костюшко, получив в 1986 году степень магистра инженерии. Впоследствии получил постдипломное образование в Варшавской школе экономики, закончив её к 1993 году.
Работал инженером-строителем; в 1990 году, после распада социалистической системы в Польше, стал независимым подрядчиком. В том же 1990 году был избран членом городского совета и членом муниципального правительства Пщины, оставаясь на этих постах в течение трёх каденций, до 1998 года.
В 1997 впервые участвовал в выборах в Сейм Польши от коалиции «Избирательная Акция Солидарность» (пол. Akcja Wyborcza Solidarność), однако набранных им приблизительно 5300 голосов не хватило для прохождения.
В 1998, участвуя в региональных выборах, стал с 8730 голосами депутатом регионального сейма Силезского воеводства, а в ноябре 1998 стал бурмистром Пщины.
В октябре 2001 года был впервые избран в Сейм Республики Польша (4-го созыва), выиграв выборы в округе 27 Бельско-Бяла от партии «Гражданская платформа» c 8862 поданными за него голосами. Продолжал представлять этот округ вплоть до 2011 года (в cейме 6 созыва). В течение этого периода, помимо других функций, был зам. председателя комиссии, расследовавшей коррупцию экс-министра и депутата Барбары Блиды и её самоубийства в 2007 году, а также возглявлял в 2010—2011 годах фракцию «Гражданская платформа».
Осенью 2011 года был избран в сейм 7-го созыва от той же партии в округе 31 Катовице. В течение всей каденции одновременно с депутатскими обязанностями работал на посту заместителя министра экономики по вопросам энергетики, горно-, газо- и нефтедобывающей промышленности (позднее выделенными в ведение отдельного министерства). В течение этой каденции был внесён в «золотую книгу выпускников» Политехнического университета им. Костюшко.
В конце октября 2015 года был вновь избран от Катовице в сейм 8-го созыва, однако всего через месяц после выборов, 25 ноября 2015 года, поступил в больницу с рецидивом давней болезни почек. Умер через три дня после госпитализации, 28 ноября 2015 года.